# Грейт-Лейк
Грейт-Лейк (англ. Great Lake, палава-кані yingina) — озеро, розташоване в північній частині Центральної височини острова Тасманія (Австралія). Воно являє собою природне озеро, яке було значно збільшено в результаті спорудження греблі.
Площа озера — 170 квадратних кілометрів. Тим самим, воно є третім за площею з природних і штучних водойм Тасманії, слідом за озерами Гордон (271 км²) і Педдер (239 км²), які знаходяться на південному заході Тасманії.

## Географія

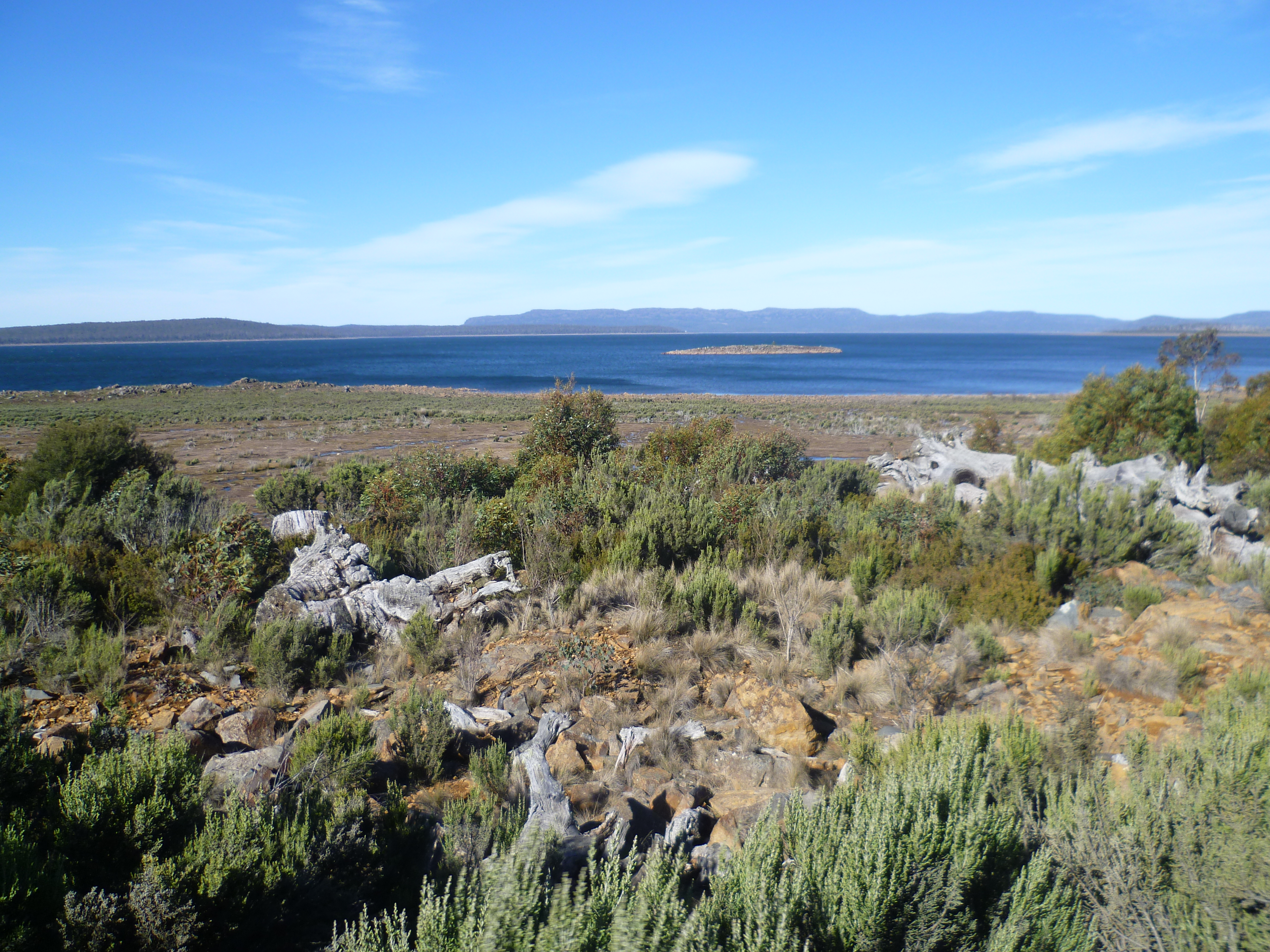
Вид на Грейт-Лейк із західного берега

В озеро Грейт-Лейк впадає декілька дрібних річок і струмків, а витікає лише одна річка — Шаннон, яка потім тече на південь, впадає в річку Уз, яка, в свою чергу, впадає в річку Дервент. У найпівденнішій частині озера, де з нього витікає річка Шаннон, знаходиться гребля. Крім цього, Грейт-Лейк з'єднаний каналом з сусіднім озером Артурс, яке розташоване з південно-східного боку.
На озері є кілька островів, найбільшими з яких є Рейнолдс, Гауеллс-Нек і Макланаканс-Пойнт.
З південного сходу (з боку Хобарта) до Грейт-Лейк підходить автомобільна дорога  (Lake Highway або Highland Lakes Road). Огинаючи озеро з півдня і заходу, вона пролягає на північ у бік Девонпорта. На південний захід від озера Грейт-Лейк від дороги  відгалужується дорога  (Poatina Road), яка пролягає із східної сторони озера і продовжується на північ до Лонсестоном.

## Історія
Озеро було відоме тасманійським аборигенам з давніх пір. Вони зазвичай приходили в ці краї влітку, щоб полювати на кенгуру і водоплавних птахів. Мабуть, першим з людей європейського походження це озеро побачив мисливець на кенгуру Томас Тумбс — це було в 1815 році. «Офіційне» відкриття озера датується 1817 роком, коли там побував Джон Бомонт, протеже тодішнього лейтенант-губернатора Землі Ван-Дімена (так тоді називалася Тасманія) Томаса Дейві.
На карті Землі Ван-Дімена 1826 року це озеро було позначено як A Large Lake (укр. велике озеро). При цьому ріка, що витікає з нього, вже носила свою нинішню назву Шаннон. На карті 1837 року озеро вже позначено як Грейт-Лейк.
У 1837 році були сильні морози — загинули тисячі дерев в околиці Грейт-Лейк, а саме озеро замерзло.
У 1918 році в місці, де від південного краю Грейт-Лейк витікає річка Шаннон, почалося будівництво греблі Майена. Проект греблі включав в себе безліч контрфорсів арочного типу. Будівництво греблі було завершено в 1922 році. Висота греблі була 12 м, а її довжина — 360 м. На момент споруди в 1922 році вона була другою за величиною греблею такого типу в світі. У 1923 році було закінчено спорудження каналу (Liaweenee Canal), що з'єднує верхів'я річки Уз і західний берег озера Грейт-Лейк.

## Риболовля
Озеро Грейт-Лейк є одним з найпопулярніших місць для рибного лову в Тасманії. В озері водяться два види прісноводної форелі — пструг струмковий (форель струмкова) і пструг райдужний. Крім цього, в озері водяться кілька видів галаксій і парагалаксій — galaxias brevipinnis, galaxias truttaceus, paragalaxias eletroides і paragalaxias dissimillis.
Пструг струмковий почали запускати в Тасманійські водойми в 1864 році, а в 1870 році 120 екземплярів молодої струмкової форелі було випущено в Грейт-Лейк. Найбільший струмковий пструг, виловлена в Грейт-Лейк, важив 11,5 кг.